# Sint Eustatius
Sint Eustatius, vagy a helyi nevén Statia (IPA: [ˈsteɪʃə]) vagy Statius egy karib-tengeri sziget, Hollandia speciális községe.
A sziget a Szélcsendes-szigetek része, délkeletre a Virgin-szigetektől és Sabától, valamint északnyugatra Saint Kitts és Nevistől. A sziget a nevét a keresztény mártírról, Szent Eustachiusról kapta. Székhelye Oranjestad.
A sziget területe 21 km², lakosainak száma a 2010-es népszámlálás alapján 3543 fő, így az átlagos népsűrűség 169 fő/km². A hivatalos nyelv a holland, de széleskörűen használt az angol, még a kormányzaton belül is. Ezen kívül használnak még egy helyi, angol alapú kreol nyelvet is.
2010. október 10-ig a sziget a Holland Antillák része volt. Ennek felbomlásával Sint Eustatius Hollandia speciális községévé vált.

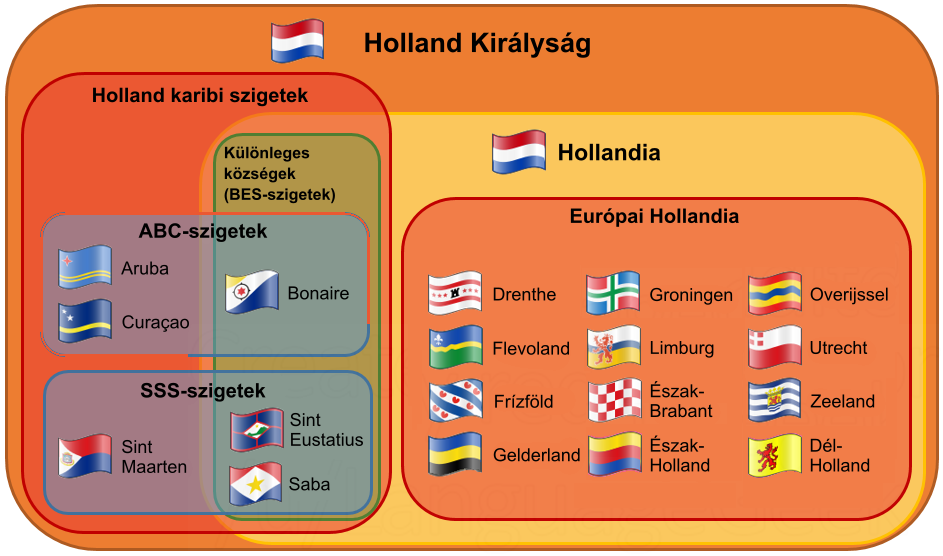
A Holland Királyság államjogi szerkezete 2010-től